# Basilia halei
Basilia halei är en tvåvingeart som först beskrevs av Musgrave 1927.  Basilia halei ingår i släktet Basilia och familjen lusflugor. Inga underarter finns listade i Catalogue of Life.